# Witwangcotinga
De witwangcotinga (Zaratornis stresemanni) is een zangvogel uit de familie van de cotinga's (Cotingidae). De vogel werd in 1954 door Maria Koepcke beschreven in het tijdschrift van het natuurhistorisch museum in Lima en later in een uitgebreider artikel. De vogel is endemisch in Peru. De vogel is als eerbetoon naar de Duitse ornitholoog Erwin Stresemann vernoemd.

## Kenmerken
De vogel is 21 cm lang. De vogel heeft een zwarte kruin, daaronder witte wangen en oorstreek en een rood oog. De kin, nek, bovenborst zijn grijs, daaronder zijn de borst en buik kaneelkleurig bruin met zwarte lengte streepjes.Op de rug is de vogel ook bruin en zwart gestreept, de vleugelveren zijn donker, met smalle lichte randen. De poten zijn donkerbruin, bijna zwart en de snavel is loodkleurig, met lichte randen.

## Verspreiding en leefgebied
Het dier is endemisch in Peru en heeft een verbrokkeld verspreidingsgebied in de westelijke Andes in de regio's La Libertad, Ancash, Lima en Ayacucho. Het leefgebied bestaat uit bebost terrein in het hooggebergte op hoogten tussen de 3800 en 4400 meter boven zeeniveau.

## Status
De witwangcotinga heeft een beperkt verspreidingsgebied en daardoor is de kans op uitsterven aanwezig. De grootte van de populatie werd in 2016 door BirdLife International geschat op 1000 tot 4000 individuen en de populatie-aantallen nemen af door habitatverlies. Het leefgebied wordt aangetast door ontbossing waarbij natuurlijk bos wordt gekapt en het gebied geschikt wordt gemaakt voor begrazing door schapen en runderen. Om deze redenen staat deze soort als gevoelig op de Rode Lijst van de IUCN.